# 寇店镇
寇店镇，是中华人民共和国河南省洛陽市洛龙区下辖的一个乡镇级行政单位，由伊滨区托管。

## 行政区划
寇店镇下辖以下地区：
寇店村、水泉村、五龙村、朱窑村、马寨村、孙窑村、韩寨村、杨裴屯村、沙沟村、干村、李家村、封沟村、李家寨村、东朱村、西朱村、舜帝庙村、常村、杜寨村、刘李村、大王村和二教塔村。